# MJM Music PL
MJM Music PL – dawniej jedna z największych niezależnych polskich wytwórni płytowych, obecnie oddział katalogowy wytwórni Universal Music Polska. Została założona jesienią 1990 roku przez Andrzeja Pawła Wojciechowskiego – długoletniego pracownika Polskiego Radia i współpracownika wszystkich ówczesnych czasopism muzycznych oraz jego żonę Małgorzatę Maliszewską – autorkę tekstów piosenek.
Od 1995 roku fonograficzna część firmy MJM Music PL była związana kontraktem z koncernem Sony Music, a od 2003 roku znowu działała samodzielnie, równocześnie przejmując część katalogu wydanego przed 1995 rokiem. Oddział ten został ostatecznie zamknięty z końcem 2017 roku. Spadkobiercą katalogu MJM Music PL jest Universal Music Polska.
Wytwórnia organizuje także koncerty otwarte, sztuki teatralne oraz imprezy zamknięte z udziałem wskazanych lub zaproponowanych artystów polskich i zagranicznych. Do tej pory zorganizowali występy m.in.: Queen & Adam Lambert, Ennio Morricone, Katie Melua, David Gilmour, Jean-Michel Jarre, Gary Numan, Rod Stewart, Sarah Blasko, Yasmin levy, Gurrumul oraz sztukę Trójka do potęgi. Oddział ten działa obecnie niezależnie od MJM Music PL, pod nazwą Prestige MJM.

## Artyści MJM Music PL
Polscy artyści: Bartek Grzanek, Bartosz Słatyński, Carrion, Dollz, DwaA, Great Line, Half Light, Izabela Kopeć, Jakub Żak, Jerzy Rybiński, Krzysztof Respondek, Lion Shepherd, Lustro, Małgorzata Walewska, Milczenie Owiec, Mistic, New Message, Newtones, Paweł Rosak, Piotr Krakowski, Piotr Woźniak, Power of Trinity, Sond, The Cookies, Voloviec, Werk, Zdrowa Woda.
Zagraniczni artyści: Gurrumul, Katie Melua, Sarah Blasko.
Współpracowali: Avalanche, Bakshish, Cave, Chłopcy z Placu Broni, Cytadela, D.S.P.R., Daab, Farba, Frank Rubel, Hedone, Human, Katy Carr, Kosmo, Lech Janerka, Mancu, Martyna Jakubowicz, Michał Lorenc, Myslovitz, No Limits, O.N.A., One Million Bulgarians, Panika, Paweł Rosak, Piotr Rubik, Plateau, Renata Przemyk, Robert Gawliński, Skawalker, Strajk, Subway, TD Lind, Tomasz Korpanty, Tubylcy Betonu, Vitamina, Wilki, Ziyo.